# Porotrichum eurydictyon
Porotrichum eurydictyon là một loài Rêu trong họ Neckeraceae. Loài này được (Kindb.) Broth. miêu tả khoa học đầu tiên năm 1906.